# Mutation Engine
MtE (Mutation Engine) — первый известный полиморфный генератор для вирусов в среде MS-DOS. Его автором является болгарский вирусописатель Dark Avenger.
Впервые выпущен в 1991 г. в виде объектного модуля с подробной инструкцией по применению. Довольно сложен: в полиморфном расшифровщике встречаются команды SUB, ADD, XOR, ROR, ROL в любом количестве и порядке. В командах изменения параметров шифровки могут встречаться более половины инструкций процессора 8086. Могут также использоваться любые возможные методы адресации данных. Всё это приводит к тому, что копии одного и того же вируса, зашифрованные с применением MtE, не совпадают ни в одном байте и имеют разную длину.
На основе MtE был создан ряд вирусов, например, MtE.Dedicated, MtE.Pogue и др.
Создание MtE привело к тому, что вскоре появился ряд других полиморфных генераторов.